# K-19: 위도우메이커
《K-19: 위도우 메이커》(영어: K-19: The Widowmaker)은 2002년에 개봉한 영국,미국 합작영화이다.

## 줄거리
1961년, 소련은 초대 함장이었던 미하일 폴레닌이 부함장을 맡고 있는 K-19 (잠수함)의 함장으로 알렉세이 보스트리코프를 임명하여 최초의 원자력 탄도미사일 잠수함 K-19를 진수시킨다. 보스트리코프는 폴레닌이 소련의 자존심보다 승무원들의 사기와 안전을 우선시하는 경향이 있었기 때문에 아내의 정치적 연줄을 통해 임명되었다고 전해진다. 원자로 담당 장교가 취해서 근무 중에 잠든 것을 발견한 보스트리코프는 그를 해고하고, 막 사관학교를 졸업한 바딤 라드첸코로 교체한다. 진수는 불운이 잇따랐다. 첫 샴페인 병이 뱃머리에서 깨지지 않았고, 의무 장교는 트럭에 치여 사망한다.
K-19의 첫 임무는 북극에서 부상하여 비무장 대륙간 탄도 미사일을 시험 발사하고, 뉴욕과 워싱턴 D.C.의 타격 범위 내에서 대서양을 순찰하는 것이다. 보스트리코프는 K-19에게 최대 작전 수심보다 깊이 잠수하여 전속력으로 부상하여 북극의 유빙을 뚫고 올라오도록 명령한다. 위험한 기동에 항의하며 폴레닌은 함교를 뛰쳐나간다. 시험 미사일은 성공적으로 발사된다.
원자로 냉각수 파이프가 터진다. 제어봉이 원자로에 삽입되지만 온도는 계속 상승한다. 예비 냉각 시스템은 설치되지 않았다. K-19는 함대 사령부와 연락하기 위해 부상하지만 장거리 송신기 안테나 케이블이 손상된다. 기술자들은 임시 냉각 시스템을 설치하고, 방사선 노출을 제한하기 위해 교대로 작업한다. 첫 번째 팀은 구토와 물집이 생긴 채 나타난다. 두 번째와 세 번째 팀은 원자로를 식히지만, 모두 방사선 중독에 시달린다. 방사능 수치가 상승하자 잠수함은 부상하고 대부분의 승무원은 갑판 위로 올라가라는 명령을 받는다. 라드첸코는 첫 번째 팀의 부상을 보고 주저하고, 상사는 세 번째 팀에서 그의 자리를 대신한다.
근처에 있던 미국 해군 구축함의 시코르스키 H-34 헬리콥터가 지원을 제안하지만 보스트리코프는 이를 거부한다. 소련 정부는 K-19가 연락을 끊었지만 구축함 근처에서 발견되자 우려를 표한다. 디젤 잠수함이 K-19를 예인하기 위해 보내지기를 바라며 보스트리코프는 항구로 돌아가라고 명령한다. 수리된 파이프에서 누출이 발생하여 원자로 온도가 상승한다. 어뢰 연료가 발화하여 화재가 발생한다. 처음에는 화재 진압 시스템을 작동시키라고 명령하지만 – 이는 해당 지역에 있는 모든 사람을 질식시킬 수 있었다 – 보스트리코프는 폴레닌의 설득으로 물러나고, 폴레닌은 직접 소방대를 돕는다. 두 명의 장교가 보스트리코프에 대해 반란을 일으키고 라드첸코는 혼자 원자로에 들어가 수리를 시도한다.
폴레닌은 반란군을 속여 무기를 넘겨받고, 그들을 체포하며, 보스트리코프를 풀어준다. 라드첸코를 모르는 보스트리코프는 폴레닌의 요청에 따라 잠수하여 또 다른 수리를 시도할 계획을 발표한다. 과열된 원자로가 탄두를 폭발시키고 핵전쟁을 일으킬 수 있다고 우려했기 때문이다. 승무원들은 긍정적으로 반응하고 K-19는 잠수한다. 라드첸코의 수리는 성공적이다. 방사선으로 인해 눈이 멀고 약해진 그는 보스트리코프에 의해 안전한 곳으로 끌려간다. 멜트다운은 막았지만, 방사능 증기가 잠수함 전체로 새어 나온다.
소련 디젤 잠수함이 K-19에 도달하여 화물선이 승무원을 태울 때까지 승무원을 잠수함에 가두라는 명령을 받는다. 보스트리코프는 대신 대피를 명령한다. 소련으로 돌아온 보스트리코프는 임무를 위태롭게 하고 직접 명령에 불복종한 혐의로 재판을 받지만, 폴레닌이 그를 변호한다. 총 27명의 남자가 방사선병으로 사망했다.
에필로그는 보스트리코프가 무죄를 선고받았지만, K-19 승무원들은 비밀 유지를 맹세했고 보스트리코프는 다시는 지휘권을 받지 못했다는 것을 보여준다. 1989년 말 베를린 장벽 붕괴 후, 노쇠한 보스트리코프는 구조된 날의 기념일에 공동묘지에서 폴레닌과 다른 생존자들을 만난다. 보스트리코프는 사망한 승무원들을 소비에트 연방영웅 훈장 후보로 지명했지만, 그 영예는 전투 베테랑들에게만 해당된다는 말을 들었다고 밝힌다. "그런 사람들의 영예가 무슨 소용이 있겠는가"라고 말하며, 보스트리코프는 생존자들과 목숨을 바친 이들에게 건배한다.

## 한국판 성우진(KBS) (2005년 6월 4일)
- 양지운 - 함장 알렉세이 보스트리코프 대령 역(해리슨 포드)
- 장광 - 부함장 미하일 폴레년 소령 역(리암 니슨)
- 정훈석 - 원자로 담당관 바딤 래드친코 소위 역(피터 사스가드)
- 박상일 - 마샬 젤렌초프(조스 애클랜드)
- 탁원제 - 브라티예프(존 슈랍넬)
- 이호인 - 데미체프(스티브 니컬슨)
- 오인성 - 수슬로프(라빌 이시아노프)
- 전인배 - 폴리언스키(게릿 보랜)
- 변영희 - 맥심(타이 러니언)
- 임진응 - 파벨(크리스천 카마고)
- 석원희 - 바실리(샘 레드포드)
- 유동균 - 아나톨리(제임스 프랜시스 긴티)
- 원호섭 - 안드레이(제이제이 페일드)
- 변현우 - 예프게니(마이클 글래디스)
- 위훈 - 드미트리(샘 스프루엘)
- 유호한 - 말라호프(크리스 홀든 리드)
- 은미 - 카타야(나탈리아 빈틸로바)

### KBS판 스태프
- 번역 - 최성연
- 연출 - 김웅종
- 우리말제작 - KBS 미디어